# Rajko Vnuk
Rajko Vnuk, slovenski hokejist, * 1948, † 2010, Ljubljana
Rajko Vnuk je bil dolgoletni hokejist HK Olimpije, bil je tudi med najbolj zaslužnimi, da je Olimpija v sezoni 1971/72 osvojila svoj prvi naslov jugoslovanskega prvaka po drugi svetovni vojni. Postal je najboljši strelec jugoslovanskega prvenstva. Za jugoslovansko reprezentanco je odigral med letoma 1974 in 1978 osem tekem.
Njegova sinova, Tomaž in Jure, sta bila tudi dolgoletna hokejista Olimpije in slovenske reprezentance